# Kalas (radioprogram)
Kalas var ett dansbandsinriktat program i Sveriges Radio P4, som sändes på fredagar. Programmet hade premiär den 3 januari 2003 och sändes sista gången den 2 januari 2009. Bland medverkarna fanns fanns bland andra Thomas Deutgen.
Programmet ersatte I afton dans.
Man hade även en topplista, den så kallade Kalaslistan, och i samband med årsskiften brukade man även utse "årets låt".

### Fotnoter
1. ↑  ”Kalas”. Svensk mediedatabas. 3 januari 2003. https://smdb.kb.se/catalog/id/001897490. Läst 9 april 2011.
2. ↑  ”Kalas”. Svensk mediedatabas. 2 januari 2009. https://smdb.kb.se/catalog/id/002438584. Läst 9 april 2011.
3. ↑  Torbjörn Ek (19 januari 2020). ”Thomas Deutgen petas från Sveriges Radio” (på svenska). Aftonbladet. https://www.aftonbladet.se/nojesbladet/a/9vVK65/thomas-deutgen-petas-fran-sveriges-radio. Läst 31 januari 2020.
4. ↑  Null Saxo (25 september 2006). ”Kalas sänds från Glimåkra” (på svenska). Kristianstadsbladet. https://www.kristianstadsbladet.se/ostra-goinge/kalas-sands-fran-glimakra/?stopredirect. Läst 10 februari 2020.